# فالبورغا أوسترايش
فالبورغا أوسترايش (بالألمانية: Walburga Oesterreich) وُلدت عام 1880 في القيصرية الألمانية وتُوفيّت في الثامن من نيسان/أبريل 1961 في لوس أنجلوس بالولايات المتحدة الأمريكيّة. كانت ربَّة منزلٍ متزوجة من صانع المنسوجات الثريّ فريد ويليام أوسترايش الذي وُلد في الثامن من كانون الأول/ديسمبر 1877 وتوفيّ في الثاني والعشرين من آب/أغسطس 1922. اكتسبت فالبورغا سمعةً سيئةً بسببِ علاقتها الغراميّة والغريبة التي استمرت 10 سنوات مع أوتو سانهوبر (المعروف أيضًا باسمِ والتر كلاين) والتي بلغت ذروتها بإطلاق هذا الأخير النار على زوجها.
حُوِّلت قصتها لفيلمٍ طويلٍ صدر تحتَ عنوان نعيم السيدة بلوسوم (بالإنجليزية: The Bliss of Mrs Blossom)‏، بالإضافة إلى فيلمين تلفزيونينِ وهما الرجل في العليّة (بالإنجليزية: The Man in the Attic)‏ من بطولةِ نيل باتريك هاريس وعاشقٌ في العلية (بالإنجليزية: Lover in the Attic)‏ من بطولة مولي بيرنت. كانت فالبورغا أيضًا موضوع سلسلة «جريمة للتذكر» (بالإنجليزية: A Crime to Remember)‏ (الموسم الرابع: الحلقة السادسة) والتي صدرت عام 2017.
بحلول عام 1913، أصبحت فالبورغا – وكانت تبلغُ من العمرِ حينها 33 سنة – صديقةً لأوتو سانهوبر البالغ من العمر 17 سنة. سُرعان ما أصبح الاثنان عاشقانِ وبدأ الثنائي في الالتقاءِ سرًا في أحد الفنادق القريبة من منزل فالبورغا، بل بدأَ أوتو في زيارة فالبورغا في منزلها بشكلٍ متكرّر ما أثار شكوك الجيران الذين نبَّهوا زوجها لما يحصل. بعد ذلك اقترحت فالبورغا على أوتو ترك وظيفته والانتقال سرًا إلى الطابق العلوي من منزلها. وافق أوتو بسهولةٍ على ذلك، حيثُ إنّ السّكن – ولو بشكلٍ سرّي – في الطابق العلوي من منزل فالبورغا سيجعله قريبًا منها كما سيمنحه بعض الوقت لتحقيقِ حلمه في تأليفِ قصص الخيال.
ظلَّ فريد زوج فالبورغا غير مدركٍ لما يحصل، رغم أنّه كان يشكُّ في الأمر وكان قريبًا في عدّة مناسبات من اكتشافِ ما يجري داخل منزله. عندما انتقلَ فريد أوسترايش وزوجتهِ إلى لوس أنجلوس في عام 1918، طلبت فالبورغا من أوتو انتظار وصولهما في أمريكا. اختارت فالبورغا عمدًا منزلًا جديدًا به عليّة – وهو نوعٌ نادرٌ من المنازلِ في لوس أنجلوس – ثم انتقل أوتو من جديدٍ للسكنِ هناك ولم تنقطع العلاقة الغراميّة بين الاثنين.
بحلول الثاني والعشرين من آب/أغسطس 1922، وبعد سماع جدالٍ صاخبٍ بين أوسترايش وزوجته اعتقدَ أوتو أنّ عشيقته فالبورغا معرضة لخطر الأذى الجسدي فهرعَ من العليّة حاملًا مسدسًا عيار 0.25 ثم أطلقَ النار على فريد أوسترايش مُصيبًا إيَاه بثلاث طلقات فتُوفيّ على الفور. قام العاشقانِ بتجهيز المشهد على عجلٍ ليبدو وكأنه عملية سطو فاشلة، حيثُ سرق أوتو ساعة فريد الماسيّة بينما اختبئت فالبورغا في خزانة.
أغلقَ أوتو سانهوبر باب الخزانة من الخارج وألقى المفتاح جانبًا قبل العودة إلى مخبأهِ في العلية. لعبت هذه «الحقيقة» دورًا رئيسيًا في إحباطِ جهود الشرطة لتوجيه تهم القتل ضد فالبورغا على الرغمِ من شكوكهم القوية خاصّة مع عدم علمهم بوجودِ أوتو سانهوبر في المنزل لفترة طويلة. تعرّضت الشرطة لضغوطِ شديدةٍ من وسائل الإعلام ومن متابعي القضيّة الذين طالبوا بشرحِ كيف يمكن أن تقتل فالبورغا زوجها وهي محبوسةٌ في الخزانة بينما المفتاح ملقى في الخارج.
ظل سانهوبر حرًا لمدة ثماني سنوات حيثُ انتقل في وقتٍ ما إلى كندا وغيَّر اسمهُ إلى والتر كلاين ثم تزوَّج امرأة أخرى قبل أن يعود إلى لوس أنجلوس. بحلول عام 1930 وبعد خلافٍ بين فالبورغا ومحاميها الشخصيّ (وعشيقها في نفس الوقت) هيرمان شابيرو؛ كشفَ هذا الأخير للشرطة ما يعرفه عن تورُّطِ أوتو سانهوبر في جريمة القتل. قُبض على سانهوبر وأُدين بالقتلِ غير العمد ثم أُفرج عنه لاحقًا بفضلِ قانون التقادم. أُلقي القبض على فالبورغا هي الأخرى لكنّ هيئة المحلفين برَّأتها ثم أُسقطت جميع التهم ضدها في عام 1936. بقيت في لوس أنجلوس حتى وفاتها عام 1961.